# Thelypteris equitans
Thelypteris equitans är en kärrbräkenväxtart som först beskrevs av Christ, och fick sitt nu gällande namn av C. Reed. Thelypteris equitans ingår i släktet Thelypteris och familjen Thelypteridaceae. Inga underarter finns listade.